# Vodeane (Znameanka Druha), Kirovohrad
Vodeane (în ucraineană Водяне) este un sat în așezarea urbană Znameanka Druha din regiunea Kirovohrad, Ucraina.

## Demografie
Componența lingvistică a localității Vodeane
     Ucraineană (93,21%)
     Rusă (5,36%)
     Alte limbi (1,07%)
Conform recensământului din 2001, majoritatea populației localității Vodeane era vorbitoare de ucraineană (93,21%), existând în minoritate și vorbitori de rusă (5,36%).